# Scissor Sisters
Scissor Sisters er en amerikansk popgruppe, som blev dannet i 2001 med udgangspunkt i New Yorks klub- og bøssemiljø af sangerne Jake Shears og Ana Matronic, bassist og keyboardspiller "Babydaddy" (egl. Scott Hoffman), guitarist Del Marquis (egl. Derek Gruen) samt trommeslager Paddy Boom (egl. Patrick Seacor). Scissor Sisters slog igennem med festlige koncerter og en effektiv blanding af disko og popballader på debutalbummet Scissor Sisters (2004). Gruppen gav velkendte stilistiske udtryk lånt fra bl.a. Elton John, Bee Gees og David Bowie en forfriskende overstrygning og skabte en campet scenestil med inspiration fra fra dragshows, performanceart og musikteater. Kraftig turneaktivitet, remixes, flirten med det dekadente og androgyne samt det andet album, Ta-Dah (2006), holdt gruppen på toppen af poppen med sin retrolyd.

## Diskografi
- Scissor Sisters (2004)
- Ta-Dah (2006)
- Night Work (2010)
- Magic Hour (2012)

### Singler
- Electrobix (2002)
- Laura (2003)
- Comfortably Numb (2004)
- Take Your Mama (2004)
- Mary (2004)
- Fithy/Gorgeous (2005)
- I Don't Feel Like Dancin (2006)
- Land of a Thousand Words (2006)
- She's My Man (2007)
- Kiss You Off (2007)
- Fire with Fire (2010)
- Any Which Way (2010)
- Invisible Light (2010)
- Shady Love (vs. Krystal Pepsy) (Feat. Azezlia Banks) (2012)
- Only The Horses (2012)
- Baby Come Home (2012)
- Let's Have a Kiki (2012)

## Filmografi
- We Are Scissor Sisters... And So Are You (2004)
- Hurrah! A Year of Ta-Dah (2007)

## Turnéer
| - Untitled European Tour (2003) - Crevice Canyon Tour (2004) - The Ta-Dah Tour (2007) - The Night Work Tour (2010/2011) - Let's Have A Kiki Tour (2012) | Som suppoort - Astronaut Tour support for Duran Duran (2004) - Vertigo Tour support for U2 (2005) - Touring the Angel support for Depeche Mode (2006) - The Monster Ball Tour support for Lady Gaga (2011) |